# Ahmed Hamdy (natation)
Pour les articles homonymes, voir Ahmed Hamdy.
Ahmed Salem Hamdy (en arabe : احمد حمدي), né le 16 octobre 1992, est un nageur égyptien.

## Carrière
Ahmed Hamdy est médaillé d'argent du relais 4 x 100 mètres nage libre aux Championnats d'Afrique de natation 2012 à Nairobi.
Aux Jeux africains de 2015, Ahmed Hamdy est médaillé de bronze sur 200 mètres papillon et sur 400 mètres quatre nages.
Il est médaillé d'or sur 200 mètres papillon aux Championnats arabes de natation 2016. Aux Championnats d'Afrique de natation 2016, il obtient cinq médailles d'argent, sur 200 mètres papillon, sur 400 mètres quatre nages, sur 4 x 100 mètres nage libre, sur 4 x 200 mètres nage libre et sur 4 x 100 mètres quatre nages, ainsi qu'une médaille de bronze sur 200 mètres dos.
Aux Championnats d'Afrique de natation 2018, il remporte la médaille d'or sur 4 x 200 mètres nage libre et la médaille de bronze sur 400 mètres quatre nages.
Il est médaillé d'argent du relais 4 x 100 mètres nage libre mixte et médaillé de bronze du 200 mètres papillon et du 400 mètres quatre nages aux Jeux africains de 2019 à Casablanca.